# Emanuel Sakic
Emanuel Sakic (* 25. Jänner 1991 in Wien) ist ein österreichischer Fußballspieler.

## Karriere
Sakic begann seine Karriere beim DSV Fortuna 05. 2004 ging er in die AKA Rapid Wien. 2008 spielte er erstmals für die Regionalligamannschaft. 2010 wechselt er zum Floridsdorfer AC. 2013 wechselte er zum Profiverein SC Austria Lustenau. Sein Profidebüt gab er am 1. Spieltag 2013/14 gegen den SC-ESV Parndorf 1919. Im Sommer 2016 wechselte er zum Bundesligisten SCR Altach, wo er einen bis Sommer 2018 gültigen Vertrag unterschrieb.
Im Dezember 2017 wurde sein Vertrag bei Altach aufgelöst. Daraufhin wechselte er im Jänner 2018 nach Griechenland zu Atromitos Athen, wo er einen bis Juni 2019 laufenden Vertrag erhielt.
Zur Saison 2019/20 kehrte er nach Österreich zurück und wechselt zum SK Sturm Graz, bei dem er einen bis Juni 2021 laufenden Vertrag erhielt. Für die Steirer kam er in der Saison 2019/20 zu 28 Einsätzen in der Bundesliga. Zur Saison 2020/21 wechselte er ein zweites Mal nach Griechenland, wo er sich Aris Thessaloniki anschloss, wo er einen bis Juni 2022 laufenden Vertrag erhielt. Für Aris absolvierte er in zwei Spielzeiten 49 Partien in der Super League. Nach seinem Vertragsende verließ er den Verein.
Nach mehreren Monaten ohne Klub wechselte Sakic Ende September 2022 innerhalb der Liga zu Ionikos Nikea. Für Ionikos spielte er 26 Mal in der Super League, aus der er mit dem Team aber abstieg. Sakic blieb der Liga aber erhalten, er wechselte zur Saison 2023/24 zum AE Kifisia. Für Kifisia kam er zu drei Einsätzen in der Super League, ehe er das Team schon im September 2023 wieder verließ und nach Bulgarien zu ZSKA Sofia wechselte. Für Sofia kam er 23 Mal in der Parwa liga zum Einsatz. Im Jänner 2025 verließ er ZSKA.
Nach einem halben Jahr ohne Verein wechselte Sakic zur Saison 2025/26 nach Zypern zu Enosis Neon Paralimni.